# 行天高博
行天 高博（ぎょうてん たかひろ、1977年（昭和52年）6月21日 - ）は、日本の俳優、モデル。身長183cm。青山オフィスに所属。

## 人物・エピソード
主な出演作は、CM『キリン』『JT』『アリコジャパン』、WEB『全日空』、VP『トヨタ』『ゴールドウィン』など。今後の活躍が期待される。フジテレビのバラエティ番組『逃走中』ではハンター役として活躍していたと前までは言われていたが、実は別人だと発覚した。

## 主な出演作品

### バラエティ
- run for money 逃走中（2006年 - 2008年）フジテレビ系 - ハンター
- クロノス（2007年）フジテレビ系 - ハンター
- ジャンプ○○中（2007年 - 2008年）フジテレビ系 - ハンター

### CM
- KIRIN
- JT
- アリコジャパン

### WEB
- 全日空

### VP
- トヨタ
- ゴールドウィン